# Куша (селище)
Куша (рос. Куша) — селище в Онезькому районі Архангельської області Російської Федерації.
Населення становить 261 особу. Входить до складу муніципального утворення Золотухське поселення.

## Історія
Від 2004 року входить до складу муніципального утворення Золотухське поселення.

## Населення
| 2002 | 2010 | 2012 |
| ---- | ---- | ---- |
| 297  | ↘248 | ↗261 |